# Islotes Libertad
Die Islotes Libertad sind eine Inselgruppe im Westen der zu den Joinville-Inseln vor der Nordspitze der Antarktischen Halbinsel gehörenden Wideopen Islands.
Wissenschaftler einer argentinischen Antarktisexpedition (1953–1954) benannten sie nach dem Heimatort Libertad eines der Offiziere ihres Schiffs Chiriguano.